# Aquila nipalensis

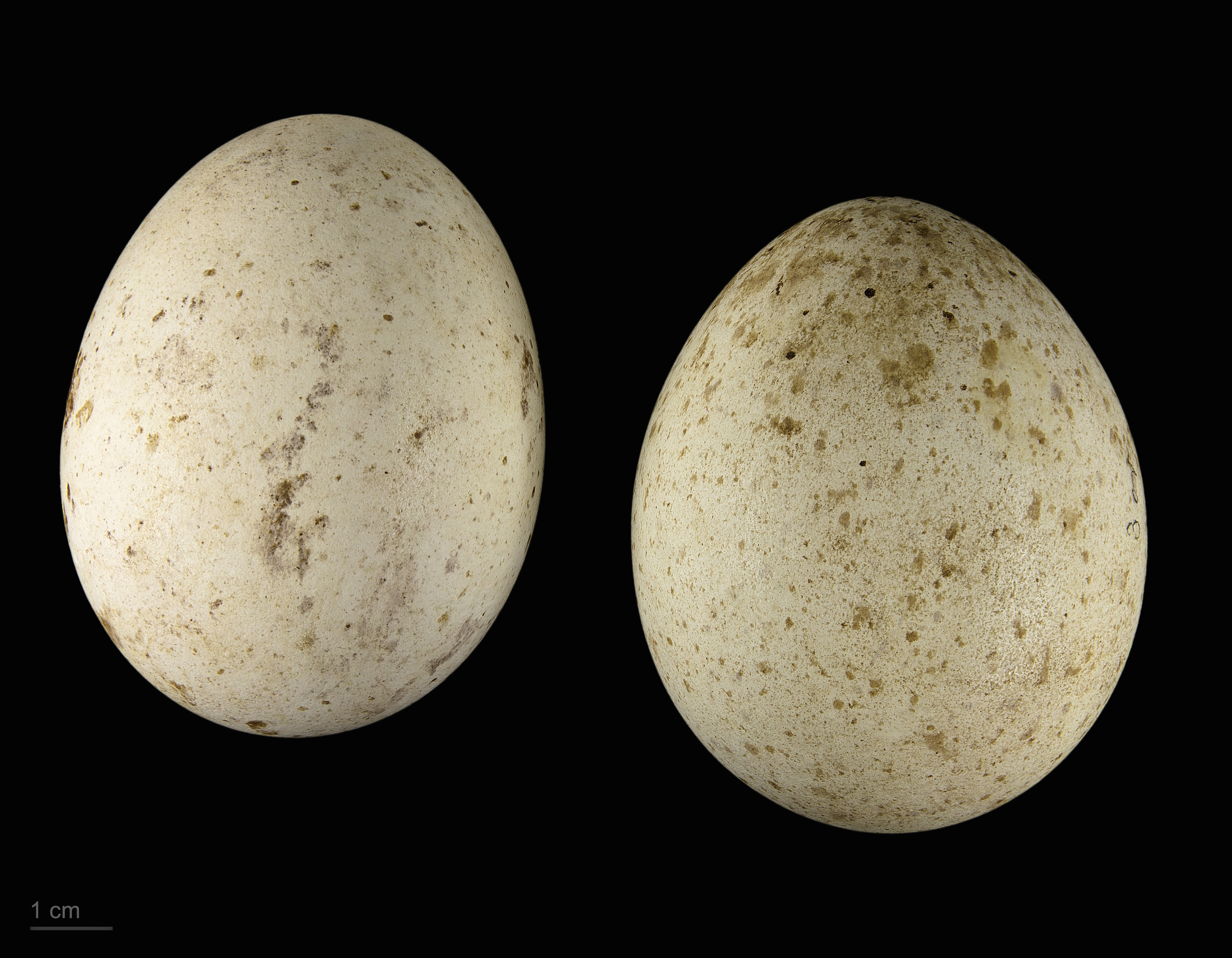
Aquila nipalensis - MHNT

El águila esteparia (Aquila nipalensis) es una especie de ave accipitriforme de la familia Accipitridae que habita en Eurasia, desde Rumanía hasta Mongolia. Especie migratoria, inverna en África y la India. Mide de 62 a 74 cm de largo, y tiene una envergadura de entre 165 y 190 cm.

## Subespecies
Se conocen dos subespecies de Aquila nipalensis:
- Aquila nipalensis orientalis - Eurasia central; invernante hasta Oriente Medio, Arabia y sur de África.
- Aquila nipalensis nipalensis - de los montes Altái hasta Tíbet y Manchuria; invernante desde la India hasta el sudeste de China.